# Eleições gerais na Tunísia em 2009
As eleições gerais tunisianas de 2009 foram realizadas em 25 de outubro, a fim de escolher o presidente e os 215 deputados da câmara de representantes do país.

## Resultados e participação
O presidente Ben Ali, foi reeleito para seu 5º mandato. Benjamin Boungolous, chefe da delegação de observadores da União Africana, descreveu o pleito como livre e transparente, embora grupos opositores ao regime reclamem o contrário, argumentando que não houve uma genuína liberdade de escolha. Esta foi a primeira vez desde a independência, em 1956, que um candidato alcança sua vitória por menos de 90% dos votos.
O Partido Constitucional Democrático, o partido no poder, ganhou também a maioria dos assentos na Câmara dos Deputados, 161 do total de 214.